# Xã Franklin, Quận Luzerne, Pennsylvania
Xã Franklin (tiếng Anh: Franklin Township) là một xã thuộc quận Luzerne, tiểu bang Pennsylvania, Hoa Kỳ. Năm 2010, dân số của xã này là 1.757 người.